# Nneka the Pretty Serpent
Nneka the Pretty Serpent es una película dramática de terror nigeriana de 1994 dirigida y escrita por Zeb Ejiro y producida por Okechukwu Ogunjiofor. Es considerada la película nollywoodense que inició la tendencia de historias con sujetos poseídos que son purificados por pastores.

## Sinopsis
Una mujer desea desesperadamente concebir un hijo. Sin más opciones, acude a la diosa del río, Mami Wata, en busca de ayuda. La mujer promete dedicar el niño a la diosa, si ella le concede la posibilidad de ser madre. Tiempo después, la mujer da a luz a una niña a la que llama Nneka, pero al crecer Nneka tiene poderes sobrenaturales que usa para perpetuar el mal.

## Elenco
- Ndidi Obi como Nneka
- Okechukwu Ogunjiofor como Tony Chukwudifu Nwosu
- Eucharia Anunobi
- Ngozi Ezeonu como Nkechi
- Rita Nzelu como Ifeoma 'Ify'
- Sam Loco como Mazi Nwosu
- Kanayo O.Kanayo como Emeka
- James Iroha como Chima Ogbonna
- Claude Eke como esposo de Nneka
- Nelly Uchendu como Mama Nwosu

## Producción y lanzamiento
La película se rodó en idioma igbo con subtítulos en inglés. Fue ambientada en Lagos.
Logró obtener éxito comercial a pesar de haber sido filmada en idioma igbo y estar subtitulada en inglés. Se dice que proyectos cinematográficos como Karishika, Sakobi, Izaga, Highway to the Grave y Witches están influenciados por esta película.

## Adaptación
En enero de 2020 fue anunciada una adaptación por Charles Okpaleke de Play Network Studios. La nueva versión se estrenó en diciembre del mismo año en cines y fue distribuida por Genesis Cinemas y Nairabox. La protagonista de la versión original, Ndidi Obi, también participó en la adaptación.